# Laure Kuetey
Laure Isabelle Kuetey, née le 6 mars 1971 est une sprinteuse béninoise spécialisée dans les épreuves du 100 mètres féminin et du 200 mètres féminin.

## Biographie
Laure Isabelle Kuetey est née le 6 mars 1971 au Bénin. Kuetey est une sprinteuse talentueuse qui se spécialise dans les épreuves du 100 mètres et du 200 mètres féminins. Elle a représenté le Bénin dans de multiples compétitions internationales.
Aux Jeux olympiques d'été de 1992, Kuetey a participé à l'épreuve féminine du 100 mètres, représentant le Bénin. Elle est revenue aux Jeux olympiques d'été de 1996, cette fois en compétition dans l'épreuve féminine du 200 mètres. Aux Jeux olympiques d'été de 2000, elle a de nouveau participé à l'épreuve féminine du 100 mètres.
Le dévouement de Kuetey à son sport s'est étendu au-delà des Jeux olympiques. Elle a également participé aux Championnats du monde d'athlétisme de 1991, mettant en valeur ses compétences au 100 mètres féminin. Elle a continué à faire sa marque dans le monde du sport en participant aux Championnats du monde d'athlétisme de 1997,. De plus, Kuetey remporte la médaille de bronze du 100 mètres féminin aux Championnats d'Afrique de l'Ouest de 1999 à Bamako puis représente le Bénin aux Jeux africains de 1999, participant à l'épreuve féminine du 100 mètres.

## Reconnaissance et leadership
Laure Isabelle Kuetey a eu l'honneur d'être le porte-drapeau du Bénin lors de la cérémonie d'ouverture des Jeux olympiques d'été de 1996 et 2000. En tant que porte-drapeau, elle a conduit la délégation béninoise dans le stade olympique, représentant sa nation et démontrant son rôle de premier plan dans la communauté sportive du Bénin.